# Войнишки партизански батальон „Васил Коларов“
Войнишкият партизански батальон „Васил Коларов“ е български партизански отряд, създаден от дезертирали български военнослужещи и привърженици на БРП (к) по време на комунистическото партизанско движение в България (1941 – 1944).
През нощта на 28 срещу 29 август 1944 г. III македонска партизанска бригада от ЮНОА помага на политическите затворници от затвора в Скопие да избягат. Под тяхно ръководство и с участието на дезертирали български войници от окупационния корпус в Югославия на 31 август 1944 г. на връх Лисец е сформиран Войнишкият партизански батальон „Васил Коларов“. Командир на батальона е Методи Стоев, политкомисар – Тако Стоянов.
Съвместно с IX и XI македонска партизанска бригада води боеве срещу оттеглящите се части на Вермахта. Пробива си път с бой до България и на 17 септември 1944 г. влиза в Кюстендил, където се присъединява към Българската армия. Участва във войната срещу Германия.